# Crisidmonea funicula
Crisidmonea funicula is een mosdiertjessoort uit de familie van de Crisinidae. De wetenschappelijke naam van de soort is voor het eerst geldig gepubliceerd in 1929 door Canu & Bassler.